# Сен-Жермен-Лавольп
Сен-Жерме́н-Лаво́льп (фр. Saint-Germain-Lavolps, окс. Sent German las Vòlps) — коммуна во Франции, находится в регионе Лимузен. Департамент — Коррез. Входит в состав кантона Сорнак. Округ коммуны — Юссель.
Код INSEE коммуны — 19206.
Коммуна расположена приблизительно в 370 км к югу от Парижа, в 80 км восточнее Лиможа, в 55 км к северо-востоку от Тюля.

## Население
Население коммуны на 2008 год составляло 92 человека.
| 1962 | 1968 | 1975 | 1982 | 1990 | 1999 | 2008 |
| ---- | ---- | ---- | ---- | ---- | ---- | ---- |
| 128  | 94   | 82   | 82   | 99   | 93   | 92   |

## Администрация
| Период | Период | Фамилия           | Партия                              | Примечания |
| ------ | ------ | ----------------- | ----------------------------------- | ---------- |
| 1977   | 2008   | Фернан Шавастелон | Французская коммунистическая партия |            |
| 2008   |        | Дидье Пенелу      |                                     |            |

## Экономика
В 2007 году среди 67 человек в трудоспособном возрасте (15-64 лет) 38 были экономически активными, 29 — неактивными (показатель активности — 56,7 %, в 1999 году было 57,1 %). Из 38 активных работали 37 человек (20 мужчин и 17 женщин), безработным был 1 мужчина. Среди 29 неактивных 1 человек был учеником или студентом, 7 — пенсионерами, 21 были неактивными по другим причинам.